# Tiina Lillak
Ilse Kristiina Lillak, detta Tiina (Helsinki, 15 aprile 1961), è un'ex giavellottista finlandese, campionessa mondiale ad Helsinki 1983 e vice campionessa olimpica a Los Angeles 1984.

## Biografia
Curiosamente la Lillak ottenne le sue due medaglie nelle due principali manifestazioni internazionali, Giochi olimpici e Mondiali, ma non riuscì mai a conquistare un podio ai campionati europei.
Migliorò il record mondiale due volte con il vecchio attrezzo, il 29 luglio 1982 e il 13 giugno 1983, portandolo a 72,40 m e successivamente a 74,76 m.

## Palmarès
| Anno | Manifestazione  | Sede        | Evento                 | Risultato | Prestazione | Note                  |
| ---- | --------------- | ----------- | ---------------------- | --------- | ----------- | --------------------- |
| 1980 | Giochi olimpici | Mosca       | Lancio del giavellotto | 14ª (q)   | 56,26 m     |                       |
| 1982 | Europei         | Atene       | Lancio del giavellotto | 4ª        | 66,26 m     |                       |
| 1983 | Mondiali        | Helsinki    | Lancio del giavellotto | Oro       | 70,82 m     | Record dei campionati |
| 1984 | Giochi olimpici | Los Angeles | Lancio del giavellotto | Argento   | 69,00 m     |                       |
| 1986 | Europei         | Stoccarda   | Lancio del giavellotto | 4ª        | 66,66 m     |                       |
| 1987 | Mondiali        | Roma        | Lancio del giavellotto | 6ª        | 66,82 m     |                       |
| 1988 | Giochi olimpici | Seul        | Lancio del giavellotto | 15ª (q)   | 60,06 m     |                       |
| 1991 | Mondiali        | Tokyo       | Lancio del giavellotto | 15ª (q)   | 58,42 m     |                       |